# There’s Something About Marrying
«There’s Something About Marrying» (рус. Кое-что о свадьбе) — десятая серия шестнадцатого сезона мультсериала «Симпсоны».

## Сюжет
В Спрингфилд приезжает журналист по имени Хоуэлл Хьюзер (пародия на телеведущего Хьюэлла Хаузера), занимающийся рекламой городов для привлечения туристов. На свою беду, первыми спрингфилцами, которых он встречает, оказываются Барт и Милхаус, которые жестоко разыгрывают гостя, в результате тот ставит Спрингфилду низкий балл за культуру. И хотя сначала горожане не видят в этом ничего опасного, вскоре становится ясно, что без свежих инвестиций экономика города рухнет.
На городском собрании мэр Куимби ждёт предложений, как выбраться из кризиса, и тогда Лиза предлагает легализовать в Спрингфилде однополые браки. В результате в город бросились все представители американских секс-меньшинств. Удивительно, но эта идея по душе всем, один только преподобный Лавджой упёрся рогом и чуть всё не испортил. К счастью, решивший подзаработать на венчании геев и лесбиянок Гомер спас положение, правда, взялся за дело столь рьяно, что вскоре перевенчал всех, кого только можно. Но вот к нему с просьбой провести свадебную церемонию обратилась Пэтти. Оказывается, что она лесбиянка и влюбилась в женщину по имени Вероника. Конечно, никого это не удивляет, но только у Мардж такое чувство, что Вероника не та, за кого себя выдаёт.

## Интересные факты
- В этой серии у трёхглазой рыбы есть тело.
- Второй раз появляется Хулио (сосед Гомера из серии «Три гея в квартире»).